# Raul Rusescu
Raul Andrei Rusescu est un footballeur roumain né le 9 juillet 1988 à Râmnicu Vâlcea. Il évolue au poste d'attaquant.

## Biographie

### En club
Raul Rusescu commence sa carrière professionnelle à l'Unirea Urziceni. Afin de gagner du temps de jeu, il est prêté lors de la saison 2006-2007 au Dunărea Giurgiu puis lors de la saison 2007-2008 au CS Otopeni. De retour à l'Unirea Urziceni, il y remporte à la surprise générale le championnat de Roumanie en 2009 et fait ses premiers pas en Ligue des champions.
En 2011, Raul Rusescu est transféré au Steaua Bucarest. Avec ce club, il est sacré championnat de Roumanie en 2013 et termine en parallèle meilleur buteur du championnat avec 21 buts. Il atteint également les huitièmes de finale de la Ligue Europa, inscrivant notamment un but sur penalty face au club anglais de Chelsea.
Lors de l'été 2013, il quitte son pays natal et s'engage en faveur du club espagnol du FC Séville. Le transfert s'élève à 2,5 millions d'euros.
En décembre 2013, il est prêté par le FC Séville au SC Braga.

### En sélection

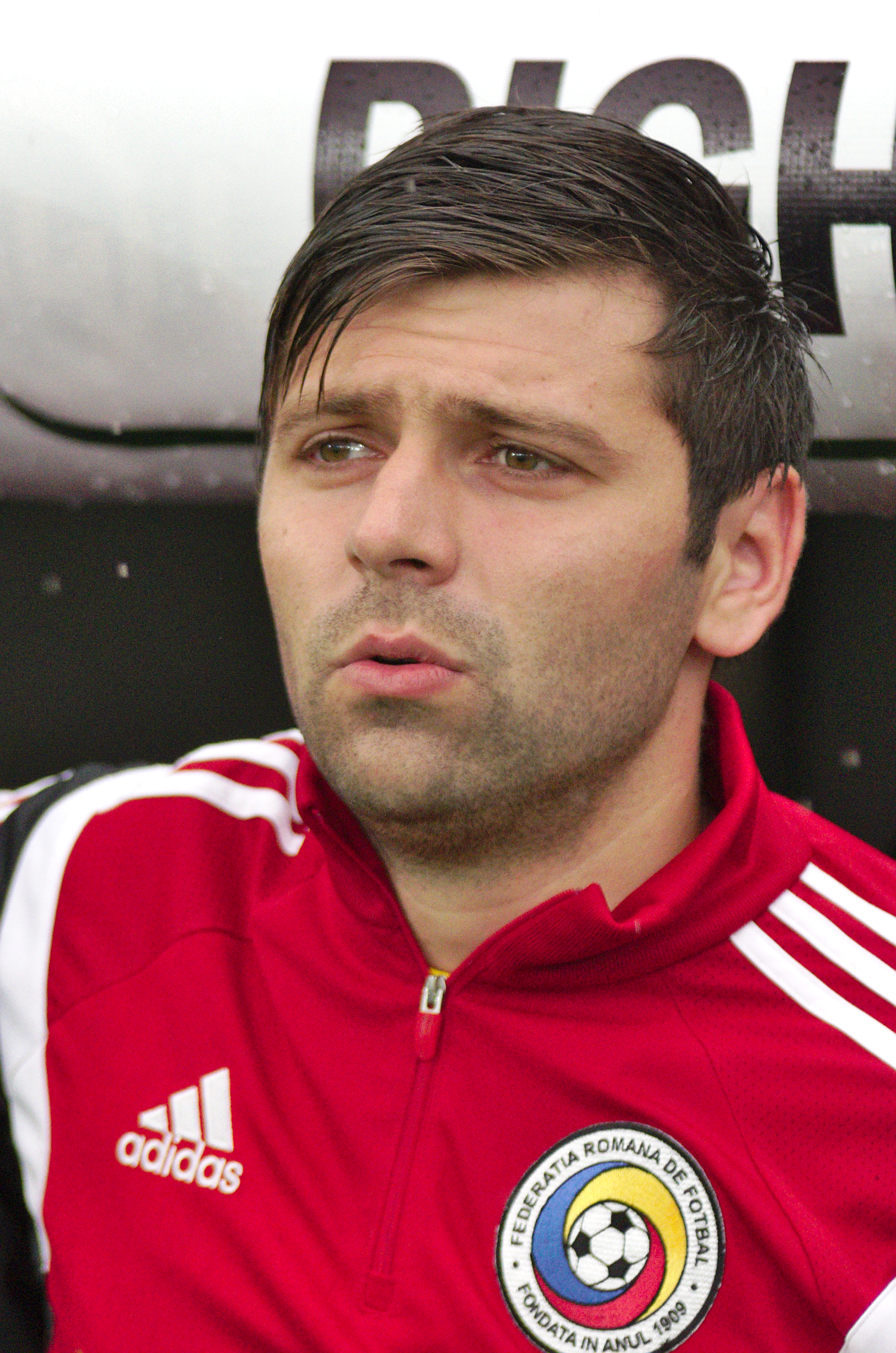
Rusescu avec la Roumanie en 2014.

Raul Rusescu est tout d'abord sélectionné en équipe de Roumanie des moins de 19 ans, puis en équipe de Roumanie des moins de 21 ans. Il participe aux éliminatoires du championnat d'Europe espoirs 2011, inscrivant deux buts face aux Îles Féroé.
Il reçoit sa première sélection en équipe de Roumanie A le 11 septembre 2012, lors d'un match face à Andorre lors des éliminatoires de la Coupe du monde 2014. Il entre sur le terrain à la 54e minute de jeu.

## Carrière
- 2005-2011 :  FC Unirea Urziceni
  - 2006-2007 :  FC Dunărea Giurgiu (prêt)
  - 2007-2008 :  CS Otopeni (prêt)
- 2011-2013 :  Steaua Bucarest
- depuis 2013 :  Séville FC
  - jan. 2014-juin 2014 :  Sporting Braga (prêt)
  - depuis 2014 :  Steaua Bucarest (prêt)

## Palmarès

### En club
- Unirea Urziceni
  - Champion de Roumanie en 2009
  - Vice-Champion de Roumanie en 2010

- Steaua Bucarest
  - Champion de Roumanie en 2013 et 2015
  - Vainqueur de la Coupe de la Ligue roumaine en 2015.
  - Vainqueur de la Coupe de Roumanie en 2015.

- Sevilla
  - Vainqueur de la Ligue Europa en 2014

### Distinctions personnelles
- Meilleur buteur du championnat de Roumanie lors de la saison 2012-2013 avec 21 buts
- Élu Footballeur roumain de l'année en 2013